# Кондратюк Анатолій Олександрович
Анатолій Олександрович Кондратюк — український поет, публіцист. Закінчив факультет журналістики Київського державного університету імені Тараса Шевченка

## Життєпис
Анатолій Олександрович Кондратюк народився  5 січня 1944 року в селі Малосілка Бердичівського району Житомирської області. Після закінчення місцевої, а згодом Мирославської школи вступив до Житомирського автошляхового технікуму. З 1968 року працює спочатку механіком, а потім водієм Бердичівського АТП-11837. У тодішній міськрайонній газеті «Радянський шлях» (нині Земля Бердичівська) публікуються перші вірші, а згодом і статті. З 1985 року працює в редакції газети «Земля Бердичівська». У 1992 році закінчив заочне відділення факультету журналістики Київського державного університету імені Тараса Шевченка. Пише поезії та публіцистичні статті.

## Творчість
Збірка поезій «Салют Бердичеву» (Видавництво «Бердич») вийшла у 2012 році. Вірші пронизані любов'ю до чудового міста Бердичева та людей, що творять його славу. Деякі поезії присвячені видатним постатям міста: Віталію Лонському, Віктору Пастуху, Валентину Моцному [Архівовано 25 березня 2018 у Wayback Machine.], Анатолію Залевському.
Збірка поезій «Чотири дороги» (Видавництво «Рута») вийшла у 2013 році. Автор відслідковує чотири орбіти: Життя, Правда, Віра, Час.
Творам Анатолія Кондратюка притаманна філософічність, висока християнська мораль, любов до Батьківщини. Вірші «Чари», «Життя молоде», «Колискова для дружини» стали піснями.